# Sagami (Fluss)
Der Sagami (jap. 相模川, Sagami-gawa) ist ein Fluss auf der japanischen Hauptinsel Honshū. Er ist 109 km lang und hat ein Einzugsgebiet von 1.680 km². Er wird am Oberlauf in der Präfektur Yamanashi auch Katsura (japanisch 桂川, Katsura-gawa) und nahe der Mündung in der Präfektur Kanagawa auch Banyu (japanisch 馬入川, Banyu-gawa) genannt. Der ganz Fluss wurde früher auch Ayu (japanisch 鮎川, Ayu-gawa) genannt nach dem damals häufig in ihm vorkommendendem Fisch Ayu.
Entlang der Ostseite des Flusses verläuft die Sagami-Linie.
In Ōtsuki wird er von der berühmten Saru-Brücke (Monkey Bridge) überquert.

## Verlauf des Flusses
Der Sagami durchfließt folgende Orte:
- Präfektur Yamanashi:
  - Yamanakako
  - Oshino
  - Fujiyoshida
  - Nishikatsura
  - Tsuru
  - Ōtsuki
  - Uenohara
- Präfektur Kanagawa:
  - Sagamihara
  - Aikawa
  - Atsugi
  - Zama
  - Ebina
  - Samukawa
  - Hiratsuka
  - Chigasaki